# Ancylorhynchus
Ancylorhynchus är ett släkte av tvåvingar. Ancylorhynchus ingår i familjen rovflugor.

## Dottertaxa tillAncylorhynchus, i alfabetisk ordning[1]
- Ancylorhynchus argyroaster
- Ancylorhynchus bicolor
- Ancylorhynchus braunsi
- Ancylorhynchus brussensis
- Ancylorhynchus cambodgiensis
- Ancylorhynchus cingulatus
- Ancylorhynchus complacitus
- Ancylorhynchus cruciger
- Ancylorhynchus crux
- Ancylorhynchus elbaiensis
- Ancylorhynchus farinosus
- Ancylorhynchus fulvicollis
- Ancylorhynchus funebris
- Ancylorhynchus glaucius
- Ancylorhynchus gummigutta
- Ancylorhynchus humeralis
- Ancylorhynchus hylaeiformis
- Ancylorhynchus insignis
- Ancylorhynchus limbatus
- Ancylorhynchus longicornis
- Ancylorhynchus maculatus
- Ancylorhynchus magnificus
- Ancylorhynchus minus
- Ancylorhynchus munroi
- Ancylorhynchus nomadus
- Ancylorhynchus nyukinus
- Ancylorhynchus oldroydi
- Ancylorhynchus orientalis
- Ancylorhynchus percheronii
- Ancylorhynchus plecioides
- Ancylorhynchus pretoriensis
- Ancylorhynchus prunus
- Ancylorhynchus quadrimaculatus
- Ancylorhynchus reynaudii
- Ancylorhynchus rufipes
- Ancylorhynchus rufithorax
- Ancylorhynchus rufocinctus
- Ancylorhynchus senes
- Ancylorhynchus striatus
- Ancylorhynchus susurrus
- Ancylorhynchus tricolor
- Ancylorhynchus tristis
- Ancylorhynchus unifasciatus
- Ancylorhynchus variegatus
- Ancylorhynchus vultur
- Ancylorhynchus zonalis